# Lavoye
Lavoye é uma comuna francesa na região administrativa do Grande Leste, no departamento de Meuse. Estende-se por uma área de 10.02 km², e possui 153 habitantes, segundo o censo de 2018, com uma densidade de 15 hab/km².